# 니나 하틀리
니나 하틀리(Nina Hartley, 1959년 3월 11일 ~ )는 미국의 포르노 배우, 포르노 감독, 성교육자, 섹스 긍정 페미니스트이다. 1987 AVN상 여우주연상, AVN상 여우조연상 2회(1989, 1991) 수상자이다.

## 같이 보기
- 포르노그래피의 여성주의적 관점